# Vasconcellea × pentagona
Vasconcellea × pentagona – gatunek drzewa z rodziny melonowcowatych. Pochodzi z Kolumbii i Ekwadoru, ale naturalizowany w wielu rejonach o klimacie tropikalnym. Rośnie na wysokości do 2000 m n.p.m. Nazwa handlowa: babako.  Jest naturalnym mieszańcem C. pubescens i C. stipulata.

## Morfologia

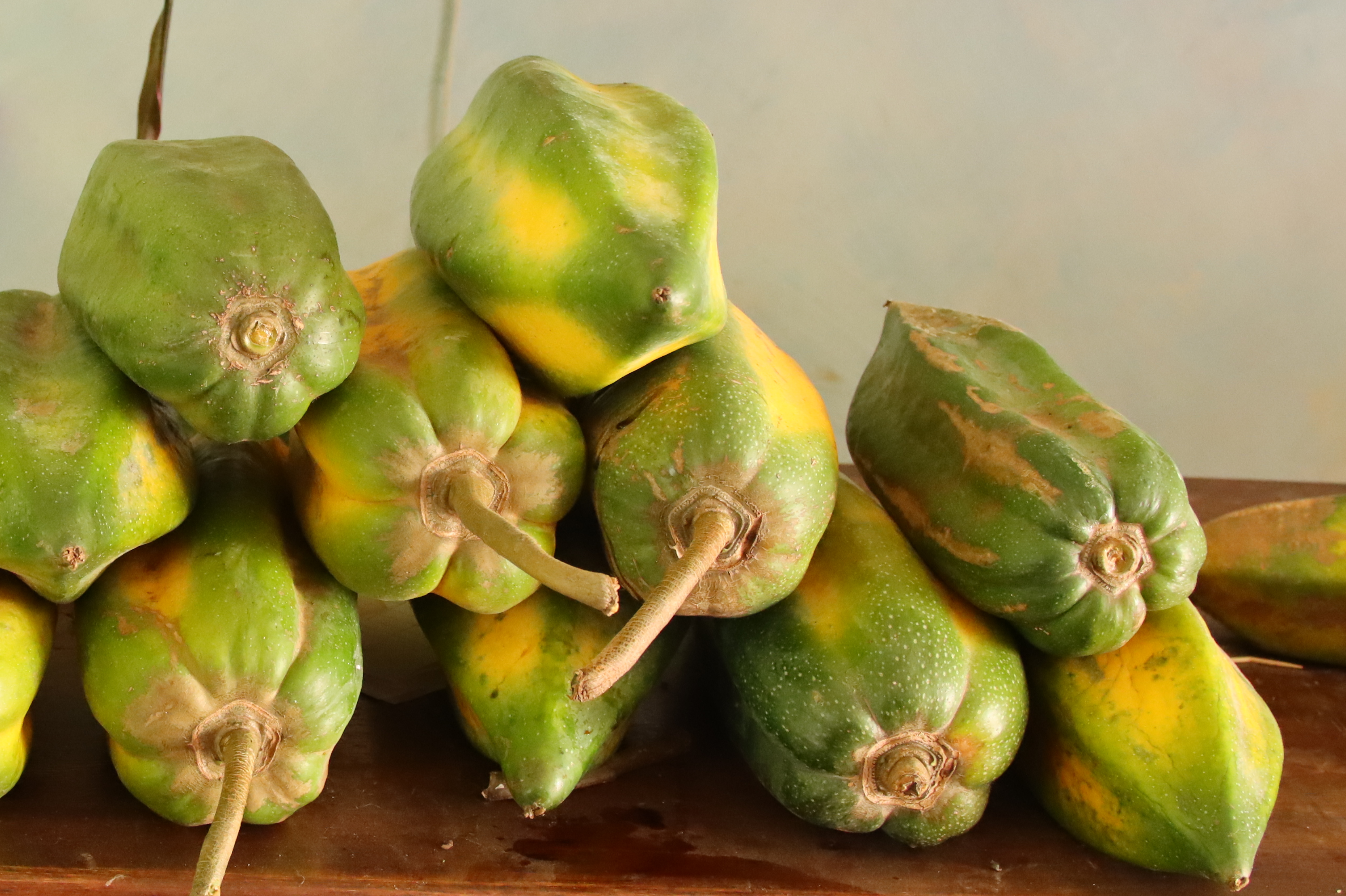
Owoce

PokrójBylina o pokroju drzewa, dorastająca do 8 m wysokości, słabo rozgałęziona. Łodyga z bliznami po starych liściach.
LiścieDłoniaste, z wyraźnym unerwieniem.
KwiatyTylko żeńskie.
OwocePodłużne, żółte, o długości ok. 30 cm, i szerokości do 10 cm. Podobne do owoców papai, lecz w przekroju pięciokątne. Nie zawierają nasion. Gąbczasty rdzeń jest niejadalny. Skórka jest jadalna.

## Zastosowanie
- Owoce o słodko-kwaskowatym smaku są jadalne, wykorzystywane do produkcji soków.